# 海城地震
海城地震（かいじょうじしん）は、中華人民共和国遼寧省海城市一帯で1975年2月4日19時36分（中国標準時, UTC+8）に発生したマグニチュード(Ms)7.3の地震である。
行政当局が事前に警報を出して住民を避難させており、避難が行われた地域では人的被害が軽微で済んだため、結果的に地震予知の数少ない成功例となったことで著名である。当初は予知成功例として予知の楽観的見方とともに伝えられたが、後にこの地震特有の顕著な前震が幸いしたと分析され、他の地震の予知に普遍的に適用できるものではないとされるようになった。

## 地震の状況
マグニチュードは、表面波マグニチュードで(Ms)7.3、モーメントマグニチュードで(Mw)7.0であり、記録が残る遼寧省の地震の中では最大規模とされている。震央は海城県（当時、現在は海城市）の中心部から南東20km付近にある村"岔溝鎮"付近、震源の深さは12kmであった。震度（中国では地震烈度）分布を見ると、震央付近の幅20-30km・面積にして約760km³の範囲でこの地震最大となる烈度IX（9, 気象庁震度階級で震度6相当）となっているほか、海城県中心部付近で烈度VIII（8, 震度5相当）、鞍山市中心部付近や営口市中心部付近で烈度VII（7, 震度4-5相当）などとなっている。アメリカ地質調査所(USGS)によれば韓国のソウルでも若干の被害があったことが報告されているほか、ソビエト連邦の沿海地方でも揺れを感じた。また日本の気象庁によれば、九州でも有感となり佐賀市で震度2、大分市と熊本市で震度1を観測している。

## 被害
震央付近は丘陵地帯であり、丘陵地帯の北限をなぞるように南西-北東方向に鉄道（哈大線）が横断している。この鉄道の北側の遼河平原では液状化や地滑りなどが目立った一方、南側では激しい地震動による建築物の被害が目立ったという。遼寧省南部では被害地震の記録が少なかったため、耐震性の低いレンガ造の建物が多く、そのような建物が多数損壊した。一方鉄筋コンクリート造の建物では、軽微な被害はあったものの致命的な損壊は免れたものが多かった。海城県では、住宅のうち46%が建て替えが必要なほど甚大な被害、32%が大規模な修理を要する被害を受けるなどほとんどの建物が被害を受けた。同じく営口市でも、13%が建て替え、26%が大規模修理となっている。また火力発電所や送電網が被害を受けて大規模な停電が発生し、断水も発生した。
人的被害の正確な数は不明であるが、新華社の報道では、死者は被災地の人口の0.02%にあたる2,041人で、その多くが高齢者や子供などの弱者であったほか、被害額は約810億元であったという。一方、死者1,328人、重傷者4,292人という資料もある。なお、死者のうち約400人が火災によるもの、約100人が余震を恐れて屋外避難を続けたことに伴う凍死である。
政府の「地震予知」によって後述の通り100万人規模ともいわれる避難が行われたことで人的被害は大きく軽減されたと伝えられており、中国で出版された『一九七五年海城地震』（地震出版社）では、予知されなかった場合、死傷者が15万人、被害額が50億元増えていただろうと述べられている。ただし、この軽減効果が全て政府の「地震予知」によるものかどうかには、疑問も呈されている。例えば、前日から当日にかけて前震活動が急増した後に一転して静穏化しており、地震を恐れて住民が自主的に避難する動きが一部でも見られた。

## 予知

### 観測強化と前兆報告
まず背景として、地震活動などを根拠に遼寧省南部の地震監視体制が強化されていたことが挙げられる。1960年頃より、1966年邢台地震や1969年渤海地震などの被害地震を含め、河北省から遼寧省にかけての地域で地震活動が活発化していた。活動を監視していた当局は、地震活動が北東方向に移動していく傾向があったことなどから、1970年に遼寧省南部の監視体制を強化し、遼寧省政府に地震弁公室（後の遼寧省地震局）を設置した。
この体制下、数か月前という早期から複数の種類の前兆が出現し、それが予知へとつながった。1974年、地殻変動や地震活動、地磁気の異常などをもとに国家地震局は「渤海北部地区でかなり大きな地震が1-2年以内に起こる可能性がある」として、耐震化の方法や防災の心得、前兆の解説など地震防災教育を強化している。同年11月、国家地震局は大連市の金州断層で測量や地震活動、地磁気などの前兆が活発化している事を確認する。これを受けて12月20日、遼寧省革命委員会は市民に地震の可能性が高まっている旨を初めて市民に公表する。このころから、冬眠中のヘビが巣穴から出てきて凍死したり、大群で現れたネズミが人を警戒せず手で捕まえられるほどだったりと、宏観異常現象が多数報告されるようになる。年末には、いくつかの地域で"臨震警報"（地震発生数日前の直前予報）が出された。12月28日には盤山県内で臨震警報が出され2-3万人が屋外のテントに避難し3日間過ごしたものの、地震は発生しなかった。
翌1975年1月中旬、国家地震局は、営口から金州にかけての地域を震源地域とし、1975年前半にM6クラスの地震の発生が想定されることを確認した。これを受けて、ダム・鉄道・電力などのインフラストラクチャーの安全対策が強化され、鉱山や工場、人口密集地など一部で防災訓練も行われた。2月1日には、営口県と海城県の県境付近で微小地震が発生し始める（後に直接的な前震の開始であることが分かる）。2月2日には、盤綿市で家畜のブタがお互いにしっぽを噛んだり餌を食べなくなったり、垣根や塀をよじ登ったりする現象や、地電位の異常があったことが報告される。2月3日には、微小地震が1時間に20回程度に急増し、地電位がパルス状変化を起こしてしばしば観測不能になる現象や、営口県で家畜のウシがけんかして地面を掻くなどの現象があったことが報告される。
前震をはじめとした前兆の顕著な変化を受けて、日付が変わった翌2月4日0時30分頃、遼寧省地震弁公室は同省革命委員会に、微小地震の後に大きな地震が発生する可能性がある旨を報告、革命委員会はその日の朝10時に遼寧省全域に臨震警報を発表する。これを受けて各地区では、屋外の広場にテントを設営して住民の避難を促すなど緊急措置を実施する。この間にも顕著な前兆がいくつか報告されている。丁家溝という町では、手押しポンプ式井戸の水が8時頃から勝手に溢れ出し、次第に勢いを増して正午ごろには噴き上げる水の高さが1mに達した後、午後は濁ったままの状態が続いた。この町では午後にアヒルが驚いて跳び上がったという報告もある。革安山という町では梅花シカが驚いて小屋の中で跳び上がり、走り出して押し合いながら逃走したという。1日から続いていた微小地震活動は、午前中にM4.7およびM4.2という大きめの地震を記録した後急激に減少し、午後には静穏化してしまった。

### 地震の発生
臨震警報を受けて行われた緊急的な避難は、一説によると約100万人が対象となったといい、大規模なものであった。例えば、避難を促すため営口県の官屯鎮石硼峪村では地震大隊が住民を広場に集めて映画の上映を行った。夕方に1本目の上映が開始され、2本目の映画の上映が始まった19時36分、Ms7.3の本震が発生した。この村では家屋の9割が倒壊したが、死者は3人にとどまった。3人の死者は、いったん避難したものの家に戻ってしまった家族だったという。
ただし、臨震警報を受けた各地方の緊急措置の足並みは揃っていなかった。営口県内では、一部地域では革命委員会が朝10時に臨震警報を発表する前から避難が始められていた。一方海城県では、その日の夜18時になって初めて県政府の会議が開かれ、会議を終えたころに地震が発生したため、後に批判を受けたという。ただ、海城県内の一部地域では、各地区が先行して避難を始めていた。同県英落公社では家屋28,027棟のうち95%が倒壊したが、人的被害は住民35,786人のうち44人がけがをするにとどまった。震央に近く激震が襲った同県牌楼公社の丁家溝生産大隊では、700棟の"間民房"のうち550棟が倒壊し、段々畑や溜め池が崩れたりしたが、住民878人の中から死者は出なかった。
この事例が世界に伝えられた際には、衝撃的な地震予知の成功事例として受け止められたという。

## 予知の背景
力武常次によれば、海城地震の地震予知成功の背景には、長期予測により数年前から観測や準備が強化されていたことや、宏観異常現象を含めて前兆が数か月前と早期から発生していたことに加えて、はっきりとした前震が現れたこと、中国の政治体制のおかげで前兆の観測や報告が組織的に大規模に行われ、情報統制や避難が計画的に行われたことが挙げられる。力武は現地で担当者と意見交換を行ったが、地震の発生地域を特定するための根拠や法則が明確ではなかったといい、日本など諸外国にも適用できるような手法とは考えづらいとしている。
石川有三によると、1970年代にはこうした予知活動が盛んで、特にボランティア的な無償のものが多かった。海城地震の前、1973年に四川省馬辺イ族自治県で起きたM5.8の地震（四川馬辺地震）でも、直前に警報が出されて避難が行われたという。なお、改革開放による1990年代の市場経済化や財政改革によりボランティアは大きく減少し、地震活動や電磁気などの観測は公的機関の管轄に移行している。
Kelin Wangらは、予知は前震に頼るものであり、それ以前に中長期的に予知されていたとして伝えられている話にも疑問点があることを指摘している。1975年1月中旬に国家地震局の会議で「M6クラスの地震が"1-2カ月以内"に発生する可能性がある」ことが指摘され、これが海城地震が「短期予知された」根拠だと伝える資料があるが、正確には「M6クラスの地震が"1975年前半、場合によっては1-2カ月以内"に発生する可能性がある」ことが指摘されたにとどまり、中期予知の範疇であった。また、地震当日深夜の遼寧省地震弁公室の報告では地震が発生する時期について具体的に明言されておらず、予知の3要素（場所・時間・規模）を満たしていなかった。こうしたことから夏新宇(Chen Qi-Fu)は、遼寧省が地震当日朝に発令した臨震警報の根拠は、豊富な前震活動に依存したものだったと指摘している。中国の地震予知事業のきっかけである1966年邢台地震において、活発な前震→静穏化→大地震というパターンが観測されていたことも、前震による危機感を強める原因となった。そもそも、前日から当日までの活発な前震活動は住民も体感しており、地鳴りを伴った地震が続いて眠れなかった住民もいたほどと伝えられ、大きな地震の発生を恐れて自主的に避難する者もいたという。
また、1年半後にこの地震の震源から約200km離れた唐山市付近を震源として発生した唐山地震では、臨震警報は出されず、20万人を超える犠牲者が出ることとなった。唐山地震では、水準測量やラドン濃度などの前兆はあったものの、その分布が不規則で震源域の特定に至らなかったことや、前震がなかったことが予知できなかった原因とされている。その後も2008年の四川大地震など被害地震が発生しているが、予知の成功例はほとんどなく、中国においても世界と同様に地震予知は未だ困難とされている。